# 克里夫蘭鎮區 (愛荷華州戴維斯縣)
克里夫蘭鎮區（英語：Cleveland Township）是位於美國愛荷華州戴維斯縣的一個行政鎮區。

## 地方資料
根據2010年美國人口普查的數據，克里夫蘭鎮區的面積為104.29平方千米，當中陸地面積為103.67平方千米，而水域面積為0.62平方千米。當地共有人口675人，而人口密度為每平方千米6.47人。